# 布蘭特福德鎮區 (堪薩斯州華盛頓縣)
布蘭特福德鎮區（英語：Brantford Township）為美國堪薩斯州華盛頓縣轄下的鎮區。2010年美国人口普查中此鎮區人口有76人。

## 地理
布蘭特福德鎮區涵蓋總面積為93.1平方（35.94平方英里），其中陸地面積為92.7平方（35.79平方英里），水域面積為0.39平方（0.15平方英里）或0.42%。

## 人口統計
根據2010年美國人口普查，布蘭特福德鎮區人口有76人，其中男性有42人，女性有34人，人口密度為每平方公里0.82人，住房計41戶。鎮區內的白人有74人，非裔美國人有0人，美洲原住民有0人，亞裔美國人有0人，太平洋島裔美國人有0人，其他種族有0人，混血種族則有2人。此外鎮區內有0人為西班牙裔或拉丁裔美國人。此鎮區之年齡中位數為53.3歲，而男性年齡中位數為52.5歲，女性年齡中位數為54.0歲。

## 交通

### 主要公路
- 148號堪薩斯州州道